# Mauro (retor)
Mauro (em latim: Maurus) foi um retor romano do final do século IV. Segundo um lema, de teor duvidoso, era um egípcio e a julgar pelos poemas nele contidos era negro. Paladas de Alexandria ironizou-o em sua obra. É possível que "Mauro" não fosse seu nome, mas sim um seja um etnônimo (o Mouro).